# Jean Le Duc (homme politique)
Pour les articles homonymes, voir Jean Le Duc.
Jean Le Duc, né le 13 juin 1907 à Morlaix (Finistère) et mort le 31 décembre 1999 à Carantec (Finistère), est un homme politique français. Il fut député de la Quatrième circonscription du Finistère lors de la Ire législature de la Cinquième République française.

## Biographie
Médecin à la Manufacture des tabacs de Morlaix, le docteur Jean Le Duc, ainsi que son épouse, fut, pendant la Seconde Guerre mondiale membre du réseau Sibiril, une filière d'évasion d'aviateurs anglais, membre du réseau Buckmaster, qui œuvrait au départ de Carantec. Il fit partie du dernier train de déportés parti de Bretagne, mais survécut à la déportation. Il fut élu député à l'Assemblée nationale constituante de 1946. Il fut élu à quatre reprises maire de Morlaix, poste qu'il occupa de 1947 à 1971 ; il fut aussi conseiller général.